# Aporum aloifolium
Aporum aloifolium é uma espécie de orquídea epífita de hábito pendente e flores pequenas, que habita da Indochina à Nova Guiné.